# 贝丝·斯托里
贝丝·斯托里（英語：Beth Storry，1978年4月24日—），英国女子曲棍球运动员。她曾代表英国参加2008年和2012年夏季奥林匹克运动会曲棍球比赛，其中2012年奥运会获得一枚铜牌。